# جان تی. کخ
جان تی کخ (انگلیسی: John T. Koch؛ زادهٔ ۱ ژانویهٔ ۱۹۵۳) زبان‌شناس، و مورخ است.
وی همچنین برندهٔ جوایزی همچون کمک‌هزینه گوگنهایم شده‌است.